# Dainaviškių pelkės
Dainaviškių pelkės este o arie protejată (sit de importanță comunitară — SCI) din Lituania întinsă pe o suprafață de 58 ha, integral pe uscat.

## Localizare
Centrul sitului Dainaviškių pelkės este situat la coordonatele 54°05′06″N 23°40′05″E / 54.085°N 23.6681°E.

## Înființare
Situl Dainaviškių pelkės a fost declarat sit de importanță comunitară în martie 2004 pentru a proteja 1 specie de animale.

## Biodiversitate
Situată în ecoregiunea boreală, aria protejată conține 1 habitat natural: Turbării active.
La baza desemnării sitului se află o specie protejată de  nevertebrate: libelule (Leucorrhinia pectoralis).